# Dollerupskov
Dollerupskov (dansk) eller Dollerupholz (tysk) er en spredtliggende bebyggelse ved Flensbog Yderfjord overfor Broagerland i det nordøstlige Angel i Sydslesvig. Administrativt hører Dollerupskov under Vesterskov Kommune i Slesvig-Flensborg kreds i den nordtyske delstat Slesvig-Holsten. I kirkelig henseende hører landsbyen til Grumtoft Sogn. Sognet lå i Husby Herred (Flensborg Amt, Sønderjylland), da området tilhørte Danmark.
Dollerupskov er første gang nævnt 1612. I 1783 omtaltes stedet som Dollerups Skovhuuse. Dollerupskov var en selvstændig kommune indtil slutningen af 1969, hvorefter landsbyen kom under Vesterskov kommune. Den tidligere kommune havde 1969 244 indbyggere. Dollerupskovs højeste punkt er 43 meter over havets overflade, det samlede areal er 751 ha, deraf 463 ha vandoverflade. Med under Dollerupskov hører Hørupbjerg (også Hørrebjerg, ty. Hörreberg), Havlykke (Hafflücke), Kikud, Poseby, Søkløft (også Søklev, ty. Seeklüft) og Spaanbro (Spånbro, ty. Sponbrück). Området omkring Dollerupskov er karakteriseret ved en omtrent 4 km lang klint samt små skovpartier og engområder. Til den i vandet foran klinten ved Søklev liggende vandreblokke Fynsten (Fünenstein) knyttes sig folkesagnet om en kæmpe (eller om djævelen) på Fyn, som kastede en sten efter kirken i Kværn. Kastet var så kraftigt, at stenen splintredes undervejs. Den ene halvdel landede ved Dollerupskov i vandet. Den anden halvdel fløj så tæt forbi kirketårnet i Kværn, at dette blev skævt. Stenen er fredet.
I 1750 blev der oprettet landsbyens første skole, som dog i 1801 flyttedes til Østerskov. I 1847 blev der bygget en ny skolebygning, i 1851-64 var undervisningssproget dansk. i årene 1894 - 1950 fandtes der et mejeri i Dollerupskov.